# Yelbissi
Yelbissi est une commune rurale située dans le département de Ziou de la province du Nahouri dans la région du Centre-Sud au Burkina Faso.

## Géographie
Yelbissi, localisé à 5 km au sud de Ziou, est une petite localité située sur la frontière entre le Burkina Faso et le Ghana dont elle constitue un point de passage annexe par des pistes en terre.

## Santé et éducation
Le centre de soins le plus proche de Yelbissi est le centre de santé et de promotion sociale (CSPS) de Ziou tandis que le centre médical (CMA) le plus proche se trouve à Pô.